# Municipio Villaflores
Koordinaten: 16° 15′ N, 93° 20′ W
Villa Comaltitlán ist ein Municipio im mexikanischen Bundesstaat Chiapas. Das Municipio etwa 100.000 Einwohner und ist etwa 1900 km² groß. Verwaltungssitz und größter Ort des Municipios ist das gleichnamige Villaflores.
Im Municipio liegen mehrere Naturschutzgebiete, darunter Teile des Biosphärenreservats La Sepultura.

## Geographie
Das Municipio Villaflores liegt westlich im mexikanischen Bundesstaat Chiapas auf Höhen zwischen 200 m und 2300 m. Es zählt zu 76 % zur physiographischen Provinz der Cordillera Centroamericana, der Rest zur Sierra Madre de Chiapas, und liegt zu 99 % in der hydrologischen Region Grijalva-Usumacinta und zu 1 % in der Region Costa de Chiapas. Die Geologie des Municipios wird zu 60 % von Granit bestimmt bei 22 % Alluvionen und 16 % Kalkstein; vorherrschende Bodentypen sind der Leptosol (37 %), Regosol (34 %) und Luvisol (12 %). 48 % der Gemeindefläche sind bewaldet, 32 % dienen dem Ackerbau, 13 % werden als Weideland genutzt.
Das Municipio grenzt an die Municipios Ocozocoautla de Espinosa, Suchiapa, Chiapa de Corzo, El Parral, Villa Corzo, Tonalá, Arriaga und Jiquipilas.

## Bevölkerung
Beim Zensus 2010 wurden im Municipio 98.618 Menschen in 24.206 Wohneinheiten gezählt. Davon wurden 2.160 Personen als Sprecher einer indigenen Sprache registriert, darunter 1.465 Sprecher des Tzotzil und 315 Sprecher des Tzeltal. Gut 15 Prozent der Bevölkerung waren Analphabeten. 37.178 Einwohner wurden als Erwerbspersonen registriert, wovon über 77 % Männer bzw. 2 % arbeitslos waren. 28 % der Bevölkerung lebten in extremer Armut.

## Orte
Das Municipio Villaflores umfasst 1058 bewohnte localidades, von denen neben dem Hauptort auch Jesús María Garza, Cristóbal Obregón, Guadalupe Victoria, Benito Juárez, Cuauhtémoc, Nuevo México, Doctor Domingo Chanona und Villa Hidalgo vom INEGI als urban klassifiziert sind. 17 Orte wiesen beim Zensus 2010 eine Einwohnerzahl von über 1000 auf, 1005 Orte hatten weniger als 100 Einwohner. Die größten Orte sind:
| Ort                                  | Einwohner |
| Villaflores                          | 37.237    |
| Jesús María Garza                    | 06.724    |
| Cristóbal Obregón                    | 04.664    |
| Guadalupe Victoria (Lázaro Cárdenas) | 03.583    |
| Benito Juárez                        | 03.567    |
| Cuauhtémoc                           | 03.084    |
| Nuevo México                         | 03.014    |
| Doctor Domingo Chanona               | 02.962    |
| Villa Hidalgo                        | 02.502    |
| Roblada Grande                       | 01.729    |
| Joaquín Miguel Gutiérrez             | 01.663    |
| Francisco Villa                      | 01.360    |
| Libertad Melchor Ocampo              | 01.324    |
| Agrónomos Mexicanos                  | 01.202    |
| Dieciséis de Septiembre              | 01.177    |
| Ignacio Zaragoza                     | 01.055    |
| Calzada Larga                        | 01.049    |